# Nations bretonnes de Bretagne insulaire préromaine
 (signalé en juin 2025).
Si vous disposez d'ouvrages ou d'articles de référence ou si vous connaissez des sites web de qualité traitant du thème abordé ici, merci de compléter l'article en donnant les références utiles à sa vérifiabilité et en les liant à la section « Notes et références ».
- Archive Wikiwix
- Bing
- Cairn
- DuckDuckGo
- E. Universalis
- Gallica
- Google
- G. Books
- G. News
- G. Scholar
- Persée
- Qwant
- (zh) Baidu
- (ru) Yandex
- (wd) trouver des œuvres sur Wikidata

Il existe plusieurs nations bretonnes de Bretagne insulaire préromaine.
L’on connaît avec assez d’exactitude les noms et emplacement des nations bretonnes de l'île de Bretagne à l'époque pré-romaine, comme également ceux des peuples gaulois, grâce aux historiens romains, et surtout César et Tacite.
- Les Ancalites, en Hampshire et Wiltshire,
- Les Atrebates dans le sud de l’île, établis également dans ce qui sera l'Artois,
- Les Belgae dans le sud et l’est de l’île, établis également au sud de la Manche (en Wiltshire et Hampshire).
- Les Bibroci du Berkshire,
- Les Brigantes était un grand peuple au nord de l’île, ainsi qu’au sud-est de l’Irlande.
- Les Caereni étaient établis à l’ouest des Highlands.
- Les Caledones ou Caledonii, le long du Great Glen, dans la région d'Inverness.
- Les Cantiaci dans le Kent qui leur doit son nom.
- Les Carnonacae dans l'ouest des Highlands.
- Les Carvetii du Cumberland
- Les Cassi
- Les Catuvellauni du Hertfordshire
- Les Corionototae du Northumberland
- Les Coritani ou Corieltauvi à l’est des Midlands autour de Leicester.
- Les Cornovii, nom que l'on trouve à la fois dans le nord de l'île (Caithness), le Shropshire et le Cheshire, ainsi que le Cornwall qui héritera de leur nom;
- Les Darini dans le nord de l’Irlande, et l’ouest de l’Écosse,
- Les Deceangli du Flintshire
- Les Demetae du Dyfed
- Les Dobunni dans les Cotswolds et la vallée de la Severn (Gloucestershire)
- Les Dumnonii (ou Damnonii) dans le Devon, Cornwall, Somerset, Strathclyde, et le Connacht irlandais.
- Les Durotriges dans l’actuel Dorset et le Wiltshire.
- Les Epidii à Kintyre et les îles environnantes.
- Les Gangani dans la péninsule de Llŷn
- Les Iceni, dont la reine Boudica s'opposa aux Romains, dans l’actuelle East Anglia.
- Les Iverni du comté de Cork qui ont donné leur nom à l’Irlande.
- Les Lugi au sud du Sutherland.
- Les Manapii au sud de la région de Dublin, ont donné leur nom à Fermanagh, et apparentés aux Manapia de l’île de Man, et aux Menapii du nord de la Gaule.
- Les Novantes de la côte ouest de Dumfries and Galloway.
- Les Ordovices, rebelles des montagnes du nord du pays de Galles,
- Les Parisii dans le Yorkshire et Humberside.
- Les Regnenses, ou Regini.
- Les Segontiaci.
- Les Selgovae du bassin de la Tweed, Dumfries and Galloway.
- Les Setantii du Lancashire.
- Les Silures qui résistaient aux Romains dans le sud du pays de Galles.
- Les Smertae sur la côte est du Sutherland.
- Les Taexali ou Taxali des Grampian, Aberdeenshire.
- Les Trinovantes et les Catuvellauni voisins des Iceni, qui s’unirent avec eux dans leur rébellion.
- Les Uluti (ou Volunti) au nord de l’Irlande et dans le Lancashire qui donnèrent leur nom à Ulster.
- Les Vacomagi dans le Cairngorms, Banffshire.
- Les Venicones qui vivaient dans le Fife (Écosse) et au sud-est du Tayside, Strathmore, en Écosse.
- Les Votadini du nord-est de l’île (sud-est de l’Écosse) qui créèrent le royaume breton de Gododdin après le départ des Romains.